# Bliny żmudzkie
Bliny żmudzkie (lit. Žemaičių blynai) – litewskie danie z ziemniaków,  pochodzące ze Żmudzi.

## Skład
- ciasto
  - ziemniaki
  - jajko
  - mąka

- farsz mięsny
  - mięso
  - cebula
  - rosół (może być z kostki)

- farsz bezmięsny
  - grzyby
  - cebula
  - przyprawy

## Wykonanie
Zasugerowano, aby ta sekcja została przeniesiona do Wikibooks. Proponowaną stroną docelową jest Książka kucharska.
Ciasto:
Ziemniaki ugotować w osolonej wodzie, odczekać aż wystygną i rozetrzeć albo przepuścić przez maszynkę do mielenia mięsa. Do masy dodać jajko lub dwa - ciasto powinno być takie, żeby dało się z niego zlepić placki. Ciasto zazwyczaj przykleja się do rąk, zapobiega temu mąka. Do ciasta można dodać przyprawy.
Farsz mięsny:
Ugotowane mięso przepuścić przez maszynkę do mielenia, drobno posiekać cebulę i wszystko lekko podsmażyć na oleju lub maśle. Pod koniec smażenia dodać rosół, aby mięso nie było zbyt suche, ale nie może w nim pływać. Zamiast przygotowania farszu z gotowanym mięsem, można wykorzystać mięso mielone smażąc je z cebulą.
Farsz bezmięsny:
Grzyby mogą być dowolne - pieczarki, kurki lub mieszanka innych grzybów leśnych. Usmażyć, poddusić grzyby z cebulą i użyć tego jako farszu. Sos powstały z duszenia grzybów dodać później np. do sosu śmietanowego.
Wykonanie:
Z ciasta ziemniaczanego robimy na dłoni duży placek, na który kładziemy trochę mięsa, i całość przykrywamy ciastem, zawijając brzegi lub dodając ciasto z miski. Trzeba uważać by brzegi dobrze się posklejały i farsz nie wypadał. W efekcie powinien wyjść gruby na około 1,5 cm płaski placek, który trzeba obtoczyć w mące. Bliny smaży się na gorącym oleju do złotego koloru. Można podawać polane śmietaną lub sosem, do tego surówka.
Sos:
Potrzebna jest słonina lub boczek - najlepiej solony, a nie wędzony, niezbyt chudy. Słoninę lub boczek drobno pokroić, wrzucić na patelnię i smażyć, aż wytopi się tłuszcz, do tego dodać dużo śmietany, wymieszać. Sos ze skwarkami i śmietaną jest tłusty.